# 藤原基教
藤原 基教（ふじわら の もとのり）は、鎌倉時代の公卿。摂政・関白・内大臣の近衛基通の四男。大納言・鷹司兼基の同母弟。官位は従二位・右近衛中将。

## 経歴
基教は近衛基通の四男として誕生。11歳で元服し正五位下に叙せられる。禁色宣旨を蒙った後、侍従・中将を経て従二位に昇叙。従二位叙位の翌年6月、基教が薨去された。このところずっと病に苦しみ、体力が衰えてから十日ほどで急逝されたという。父・基通の悲嘆は比喩できるものがないほどであったと記されている。

## 官歴
※日付＝旧暦
- 建永1年[8]
  - 11月26日[9]：叙正五位下、蒙禁色宣旨今日元服[10]
  - 12月5日：任侍従
- 承元1年
  - 1月5日：叙従四位下
  - 4月10日：叙従四位上
  - 10月29日：叙正四位下
- 承元2年[11]
  - 1月20日：任右近衛中将
  - 4月7日：叙従三位右中将如元
- 承元3年
  - 1月5日：叙正三位
  - 1月13日：兼讃岐権守
- 建暦2年[12]
  - 1月5日：叙従二位
- 建保1年
  - 6月28日：薨去

## 系譜
- 父：近衛基通
- 母：家女房 - 法眼最舜の娘